# Afflicted
Afflicted var ett svenskt death metal-/power metal-band bildat 1988 under namnet Afflicted Convulsion. Bandet bildades av medlemmar från bandet Reptile (senare Defiance). Bandet ändrade namn 1990 då Joakim Bröms startade som sångare i bandet. Själv definierade bandet sin musik som "Psychodelic Ultraviolent Heavy Grindcore". 1995 splittrades bandet.

## Medlemmar
Senaste medlemmar
- Yasin Hillborg – trummor (1990–1995)
- Joacim Carlsson – gitarr (1990–1995)
- Jesper Thorsson – gitarr (1990–1995)
- Philip von Segebaden – basgitarr (1991–1995)
- Michael van der Graaf – sång (1993–1995)

Tidigare medlemmar
- Fredrik Ling – basgitarr (1990–1991)
- Martin Holm – sång (1990)
- Joakim Bröms – sång (1990–1993)
- Magnus Liljedahl – sång (1992–1993)

## Diskografi
Demo
- Promo Rehearsal (1990)
- Promo Tape (1990)
- The Odious Reflection (1990)
- Wanderland (1991)
- Promo 1993 (1993)

Studioalbum
- Prodigal Sun (1992)
- Dawn of Glory (1995)

Singlar
- "Ingrained" (1990)
- "Wanderland" (1992)
- "Rising to the Sun" (1992)

Annat
- Promo EP I (delad 7" vinyl: Hypocrisy / Afflicted / Sinister / Resurrection)
- Relapse Singles Series Vol. 5 (delad album: Mortician / Afflicted / Mythic / Candiru)